# Píer Peruano de Arica

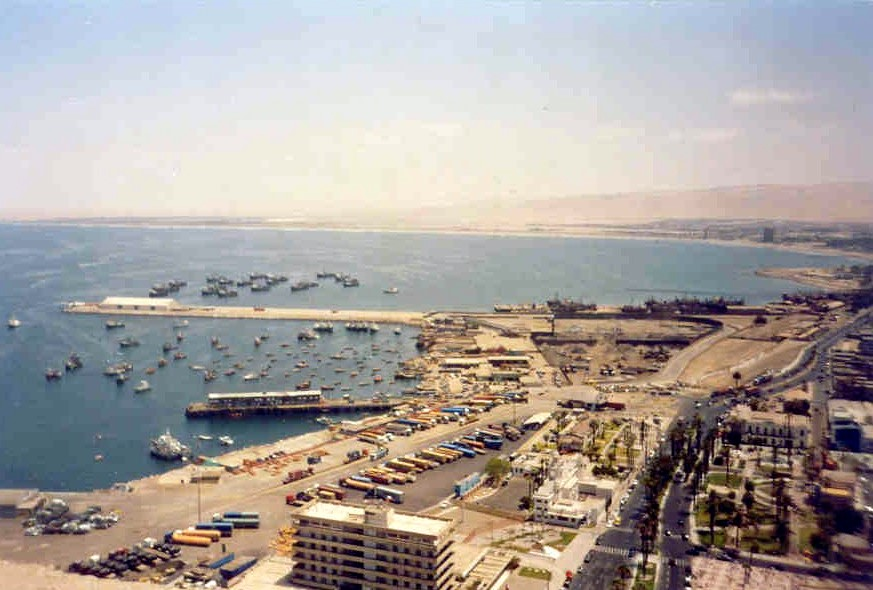
Vista do píer ao serviço do Peru em Arica

O Píer Peruano de Arica é um píer que o Peru tem a seu serviço na Baía de Arica. Este corresponde ao píer 7 do setor 3 de desta baía (píer norte) e se encontra localizado no Porto de Arica. O píer é operado pela ENAPU Peru e conta com autonomía migratória, administrativa e operativa, aduaneira, laboral, sanitária podendo transitar qualquer tipo de mercadoriaa incluise armamentos. Não constitui domínio territorial peruano.
Este píer e outras serviços em Arica encontram seu fundamento no Tratado de Lima de 1929.